# Dom czynszowy Lwowskiego Zakładu Ubezpieczeń Pracowników Umysłowych w Krakowie
Dom czynszowy Lwowskiego Zakładu Ubezpieczeń Pracowników Umysłowych – zabytkowa kamienica, znajdująca się w Krakowie w dzielnicy V Krowodrza na Nowej Wsi, w północnej pierzei placu Inwalidów, pomiędzy ulicami: Pomorską i Henryka Sienkiewicza.

## Architektura
Kamienicę zaprojektowano na planie nieregularnej podkowy. Posiada ona pięć pięter. Parter przeznaczono na lokale handlowo–usługowe, natomiast wyższe kondygnacje na dwu- i trzypokojowe mieszkania. Budynek ma cztery klatki schodowe, w tym dwie narożne z górnym oświetleniem oraz windy.
Kamienica posiada trzy elewacje frontowe utrzymane w stylu polskiej odmiany art déco z widocznymi wpływami ekspresjonizmu. Parter został potraktowany cokołowo i obłożony cegłą klinkierową. Znajdujące się w nim witryny lokali usługowych mają kształt prostokątów o trójkątnych zamknięciach i są ozdobione miedzianymi szprosami, tworzącymi romby i trójkąty. Elewacja wyższych kondygnacji została podzielona poziomymi pasami. Budynek wieńczy wysoka attyka z wysuniętym gzymsem koronującym, ozdobiona klinkierowym romboidalnym fryzem. W centralnej części każdej elewacji zaprojektowano trójkątny wykusz, a uskokowe narożniki podkreślono trójkątnymi balkonami. Całość elewacji utrzymana jest w kolorze różu indyjskiego, kontrastującego z ciemnym klinkierem katowickim i białymi gzymsami.

## Historia
Kamienica została wzniesiona w latach 1927–1929 jako dom czynszowy lwowskiego Zakładu Ubezpieczeń Pracowników Umysłowych. Projektantem budynku był architekt Wacław Nowakowski. W 2011 kamienica przeszła remont elewacji, podczas którego skuto i odtworzono na podstawie oryginalnej receptury tynki oraz poddano konserwacji okładziny ceglane, sztukaterie, gzymsy, obramienia okienne oraz stolarkę bram wejściowych i witryn.
31 grudnia 1992 kamienica została wpisana do rejestru zabytków. Znajduje się także w gminnej ewidencji zabytków.
W skrzydle przy ulicy Sienkiewicza, na parterze, mieści się Filia 22 publicznej Biblioteki Kraków. Do skrzydła budynku przy Placu Inwalidów przeniósł się z ulicy Karmelickiej 50, w czasach III RP, zakład, który prowadził Paweł Bielec, fotograf i malarz, autor fotografii Karola Wojtyły w 1938. Firma funkcjonuje, po pokoleniowych zmianach właścicieli, jako Bielec Art Studio.

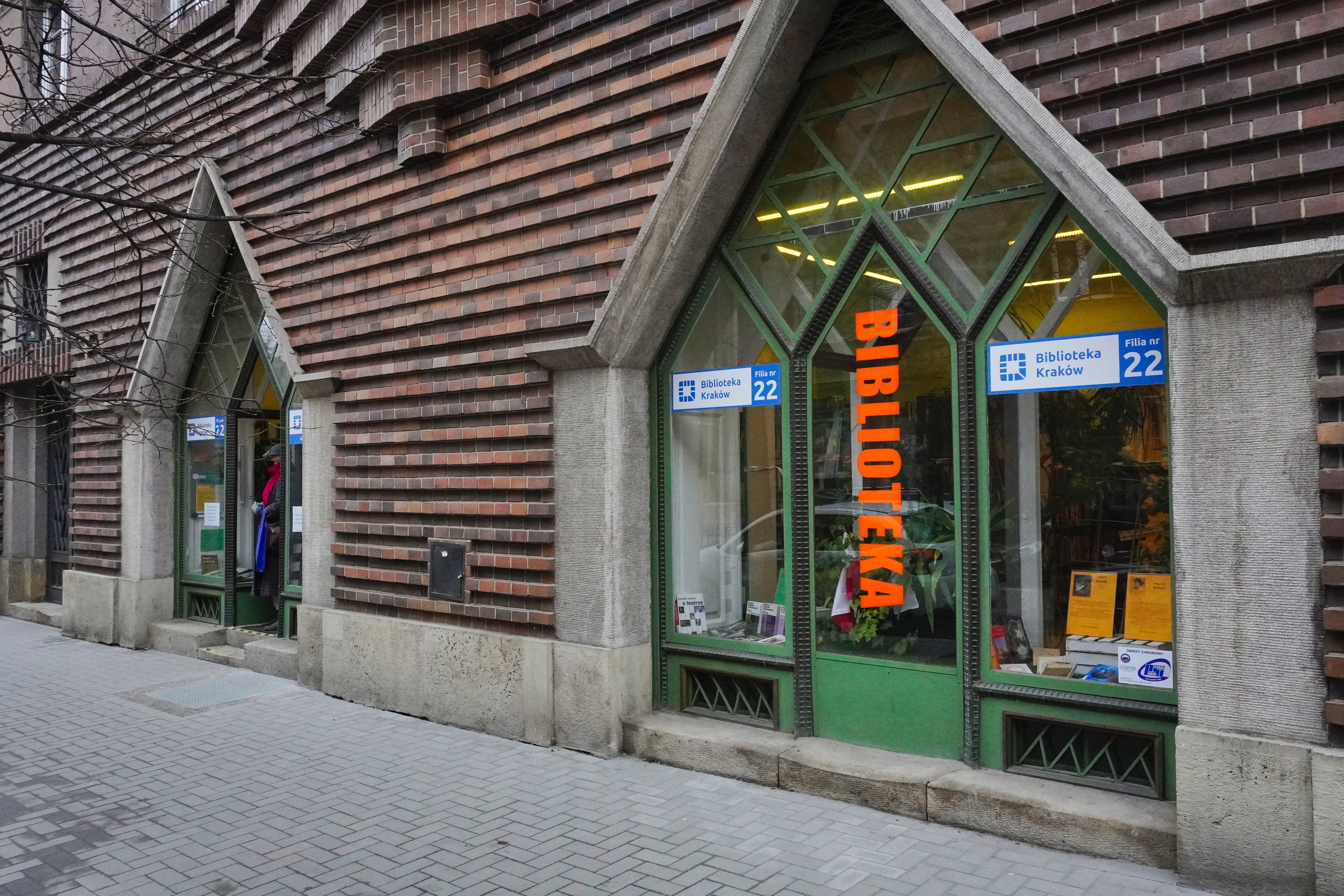
Filia biblioteki miejskiej